# Liste der Baudenkmale in Eppingen
In der Liste der Baudenkmale in Eppingen sind die Baudenkmale der baden-württembergischen Stadt Eppingen aufgelistet. Grundlage ist das am 28. November 1962 in Kraft gesetzte amtliche Verzeichnis der Bau- und Kunstdenkmale der Stadt Eppingen, das 1977 und 1979 neu beschrieben und ergänzt wurde. 1983 wurde der historische Stadtkern als Gesamtanlage unter Denkmalschutz gestellt. Der Artikel basiert auf der Liste der Einzeldenkmale von 1985 und wurde geringfügig um inzwischen veränderte Straßennamen und Hausnummern sowie um Anmerkungen zu inzwischen nicht mehr vorhandenen Objekten angepasst.
Den größten Teil des Einzelbaudenkmalbestandes der Stadt machen Fachwerkhäuser im Bereich der historischen Altstadt bzw. der im späten Mittelalter angelegten Vorstadt sowie die längs der Hauptstraßen nach Plänen des Durlacher Hofbaumeisters Thomas Lefèbvre von 1703 im 18. und 19. Jahrhundert angelegten Modellhöfe aus. Das Fachwerk der meisten Fachwerkhäuser wurde bereits in den 1950er und 1960er Jahren freigelegt. Ein weiterer Denkmalschwerpunkt liegt im Schul- und Behördenviertel an der Kaiserstraße, wo in der zweiten Hälfte des 19. Jahrhunderts zahlreiche stattliche Werksteinbauten, darunter auch die evangelische Kirche, errichtet wurden.
Außer den genannten Baudenkmalen befinden sich in Eppingen auch die meisten der knapp 160 in Stadt und Stadtteilen verzeichneten Bodendenkmale aus allen Epochen von der Altsteinzeit bis zur neueren Zeit sowie mehrere Kunstdenkmale, die den Bestand an Kulturdenkmalen der Stadt abrunden.

## Baudenkmale
| Lage / Bezeichnung                                   | Beschreibung | Bild                         |
| ---------------------------------------------------- | --- | ---------------------------- |
| Adelshofener Straße                                  | |                              |
| Adelshofener Str. 2 Geschäfts- und Wohnhaus          | datiert 1785, zweigeschossiges Fachwerkhaus mit Krüppelwalmdach, mit Seitenbau zur Rappenauer Straße, kreuzungsbeherrschende Lage |                              |
| Adelshofener Str. 2a Wohnhaus                        | Seitenbau zur Rappenauer Straße |                              |
| Adelshofener Str. 8 Bauernhaus                       | datiert 1805, zweigeschossiges Modellhaus |                              |
| Adelshofener Str. 10 Bauernhaus                      | datiert 1807, zweigeschossiges Modellhaus |                              |
| Adelshofener Str. 12 Bauernhaus                      | datiert 1809, zweigeschossiges Modellhaus |                              |
| Adelshofener Str. 12a Bauernhaus                     | datiert 1809, zweigeschossiges Modellhaus |                              |
| Adelshofener Str. 13 Bauernhaus                      | datiert 1842, zweigeschossiges Modellhaus |                              |
| Adelshofener Str. 14 Bauernhaus                      | datiert 1807, zweigeschossiges Modellhaus |                              |
| Adelshofener Str. 15 Bauernhaus                      | datiert 1851, zweigeschossiges Modellhaus, bildet mit Nr. 17 einen geschlossenen Vierseithof |                              |
| Adelshofener Str. 16 Bauernhaus                      | datiert 1810, zweigeschossiges Modellhaus |                              |
| Adelshofener Str. 17 Bauernhaus                      | datiert 1853 |                              |
| Adelshofener Str. 18 Bauernhaus                      | datiert 1829, geschlossener Dreiseithof |                              |
| Adelshofener Str. 53 Zylinderhof                     | datiert 1856, mit traufständigem Mittelbau zwischen giebelständigen Seitenbauten, als ehemalige Zuckerrübensammelstelle und Zichoriendarre das älteste ehemalige Fabrikgebäude in Eppingen |                              |
| Altstadtstraße                                       | |                              |
| Altstadtstr. 2 Fachwerkhaus                          | erbaut im 18. Jahrhundert, mit vorkragendem Obergeschoss und glattem Giebel, Wohnhaus mit Werkstatt |                              |
| Altstadtstr. 4 Fachwerkhaus                          | erbaut im 17. Jahrhundert, mit vorkragendem Obergeschoss und Giebel |                              |
| Altstadtstr. 6 Fachwerkhaus                          | erbaut im 16. Jahrhundert, Wohnhaus mit Laden, mit vorkragendem Obergeschoss und Giebel |                              |
| vor Altstadtstr. 7 Eichbrunnen                       | seit dem 14. Jahrhundert mehrfach erneuert, markiert den alten Rathausplatz |                              |
| Altstadtstr. 7 Ritterplatte                          | in eine vom alten Rathaus herrührende Mauer vermauerte Reliefplatte des Heiligen Grabes der alten Kirche (zwar auf Infotafel vor Ort noch beschrieben, aber nicht mehr vorhanden) |                              |
| Altstadtstr. 10 Fachwerkhaus                         | erbaut im 16. Jahrhundert, erneuert im 20. Jahrhundert, dreigeschossiges Wohnhaus |                              |
| Altstadtstr. 11 Spechtsches Haus                     | dreigeschossiges Fachwerkwohnhaus mit vorkragendem Giebel |                              |
| Altstadtstr. 11a Hinterhaus                          | zweigeschossiges Fachwerkwohnhaus (abgerissen?) |                              |
| Altstadtstr. 12 Giebelhaus                           | 1766 als erstes steinernes Giebelhaus der Altstadt errichtet, nach Beschädigung im Zweiten Weltkrieg mit zweigeschossigem Fachwerkgiebel 1946 wiederaufgebaut |                              |
| Altstadtstr. 13 Wirtshausschild                      | des Wirtshauses Zur Altstadt aus dem 19. Jahrhundert, letztes schmiedeeisernes Schild in der Altstadt |                              |
| Altstadtstr. 14 Fachwerkhaus                         | datiert 1736, zweigeschossiges Wohnhaus mit vorkragendem Giebel |                              |
| Altstadtstr. 16 Fachwerkhaus                         | datiert 1748, zweigeschossiges Wohnhaus mit neuzeitlichem Giebel |                              |
| Altstadtstr. 17 Kleines Museum                       | Fachwerkwohnhaus, mit der benachbarten Alten Universität verbunden und auch von dieser genutzt, auch als Kleines Baumann’sches Haus bezeichnet |                              |
| Altstadtstr. 18 Fachwerkhaus                         | im Kern aus dem 17. Jahrhundert, datiert 1820, zweigeschossiges Wohn- und Geschäftshaus |                              |
| Altstadtstr. 19 Fachwerkhaus                         | datiert 1591, dreigeschossig mit zweigeschossigem leicht vorkragenden Giebel und jüngerem Seitenbau |                              |
| Altstadtstr. 20 Funkenhaus                           | datiert 1513, dreigeschossiges Haus mit dreigeschossigem Giebel, alemannisch-fränkisches Fachwerk |                              |
| Altstadtstr. 22 Koboldhaus                           | erbaut um 1600, benannt nach Besitzerfamilie Kobold, dreigeschossiges Haus mit dreigeschossigem vorkragenden Giebel, fränkisches Fachwerk, Eckpfosten mit Delphinschnitzereien und Wappenschild |                              |
| Altstadtstr. 22a Scheune                             | zu Nr. 24 gehörig |                              |
| Altstadtstr. 23 Fachwerkhaus                         | erbaut im 16. Jahrhundert, dreigeschossiges Wohnhaus mit vorkragendem Giebel, fränkisches Fachwerk |                              |
| Altstadtstr. 24 Zum Eichbaum                         | erbaut 1719, Wohnhaus mit Gaststätte, zweigeschossiges Eckhaus mit massivem Erdgeschoss und Fachwerkgiebel, Eckbalken mit Schnitzereien (Wilder Mann) |                              |
| Altstadtstr. 25 Fachwerkhaus                         | erbaut um 1500, dreigeschossiges Gebäude mit massivem Erdgeschoss und Fachwerkgiebel, alemannisch-frühfränkisches Fachwerk |                              |
| Altstadtstr. 26 Fachwerkhaus                         | zweigeschossiges Wohn- und Geschäftshaus |                              |
| Altstadtstr. 28 Fachwerkhaus                         | erbaut 15./17. Jahrhundert, zweigeschossiges Gebäude mit Halbwalmdach, fränkisches Fachwerk |                              |
| Altstadtstr. 28a Scheune                             | zu Nr. 26 gehörig |                              |
| Altstadtstr. 30 Fachwerkhaus                         | erbaut im 17. Jahrhundert, dreigeschossiges traufständiges Gebäude, rechte Doppelhaushälfte von Nr. 32 |                              |
| Altstadtstr. 32 Fachwerkhaus                         | erbaut um 1500, dreigeschossiges traufständiges Gebäude mit zweigeschossigem Giebel, alemannisches Fachwerk, linke Doppelhaushälfte von Nr. 30 | Nr. 30 und 32                |
| Altstadtstr. 32a Scheune                             | zu Nr. 23 gehörig |                              |
| Altstadtstr. 34 Fachwerkhaus                         | datiert 1541, dreigeschossiges Wohnhaus mit massivem Erdgeschoss und zweigeschossigem Giebel | Nr. 34 und 34a               |
| Altstadtstr. 34a Fachwerkhaus                        | zugehörige Doppelhaushälfte zu Nr. 34 |                              |
| Altstadtstr. 36 Bäckerhaus (Eppingen)                | erbaut im 15. Jahrhundert, dreigeschossiges Wohn- und Geschäftshaus mit massivem Erdgeschoss und dreigeschossigem Giebel. Im 1. Obergeschoss Stuckdecken aus der Zeit des Rokoko. |                              |
| Altstadtstr. 40 Fachwerkhaus                         | erbaut im 18. Jahrhundert, zweigeschossiges Wohnhaus mit massivem Erdgeschoss und zweigeschossigem Giebel |                              |
| Altstadtstr. 46 Fachwerkhaus                         | erbaut im 18. Jahrhundert, zweigeschossiges Wohnhaus mit zweigeschossigem Giebel, straßenbildprägendes Eckhaus |                              |
| Badgasse                                             | |                              |
| Badgasse 2 Fachwerkhaus                              | erbaut im 15./18. Jahrhundert, dreigeschossiges Wohnhaus mit zwei massiven Geschossen, Mittelhaus zwischen Nr. 4 und Kirchgasse 13 |                              |
| Badgasse 4 Fachwerkhaus                              | erbaut im 15. Jahrhundert, dreigeschossiges Wohnhaus mit glattem zweigeschossigem Giebel, alemannisches Fachwerk, stadtbildprägende Lage |                              |
| Badgasse 14 Haustüre                                 | mit barockem Profil (Erhaltung fraglich?) |                              |
| Badgasse 22 Fachwerkhaus                             | erbaut 1568, mehrgeschossiges Wohnhaus mit massivem Erdgeschoss und zweigeschossigem Giebel (Erhaltung fraglich?) |                              |
| Badgasse 22 Stadtmauer                               | im Südgiebel der Fachwerkscheune gegenüber Nr. 22 |                              |
| Bahnhofstraße                                        | |                              |
| Bahnhofstraße Eppinger Bahnhof                       | datiert 1879, Zwei hohe Seitenrisalite mit Pyramidaldach werden durch einen niedrigen Mittelbau verbunden, straßenbildprägend. Steht unter Denkmalschutz. |                              |
| Bahnhofstr. 2 Fachwerkhaus                           | erbaut 1641, datiert 1710, dreigeschossiges Wohn- und Geschäftshaus mit vorkragenden Geschossen und Mansarddach, straßenbildprägend |                              |
| Bahnhofstr. 4 Fachwerkhaus                           | erbaut 1567, umgebaut 1778, dreigeschossiges Wohn- und Geschäftshaus, teilweise originalgetreu erneuert, ehemaliges Gasthaus Zum Löwen |                              |
| Bahnhofstr. 6 Fachwerkhaus                           | erbaut 1568, dreigeschossiges Wohn- und Geschäftshaus mit zweigeschossigem Giebel | Bahnhofstr. 6 und 6a         |
| Bahnhofstr. 6a Fachwerkhaus                          | erbaut im 16. Jahrhundert, dreigeschossiges Wohn- und Geschäftshaus, ehemaliges Magazingebäude |                              |
| Bahnhofstr. 7/9 Fachwerkhaus                         | erbaut im 17. Jahrhundert, dreigeschossiges Wohn- und Geschäftshaus mit zweigeschossigem Giebel (abgerissen?) |                              |
| Bahnhofstr. 8 Werkstein                              | Inschriftentafel des Vorgängerbauwerks von 1732 |                              |
| Bahnhofstr. 10 Diakonat                              | datiert 1520, spätgotische Spitzbogen- und Wölbereste, ehemalige Peterskapelle, erbaut als Friedhofskapelle, dann ab 1556 städtisches Schafhaus, im 18. Jahrhundert lutherische Kirche, danach Schule, Diakonat, Kindergarten. Zuletzt 1968 umgebaut und bis 2007 als städtisches Bürogebäude genutzt |                              |
| Bahnhofstr. 11 Fachwerkhaus                          | erbaut im 15./18. Jahrhundert, zweigeschossiges Wohnhaus mit zweigeschossigem Giebel |                              |
| Bahnhofstr. 9–13 Ludwigsplatz                        | Kriegerdenkmal mit den Namen der Kriegsteilnehmer 1870/71 und Büste Großherzog Friedrichs von Baden, ausgeführt von Bildhauer Hermann Föry |                              |
| Bahnhofstr. 23 Bankgebäude                           | erbaut 1904 als zweigeschossige Villa im Stil des Neobarock |                              |
| Bahnhofstr. 24 Stadtmauer                            | Rest der Stadtmauer der Vorstadt aus dem 16. Jahrhundert in der Kelleraußenmauer einer Gastwirtschaft |                              |
| Bahnhofstr. 26 Zum Schwanen                          | erbaut 1901, Gaststätte mit Saalbau, Werksteinbau im Stil des Historismus |                              |
| Bahnhofstr. 30 Spulenkörperfabrik                    | erbaut 1897, ehemalige Gaststätte Zur Eisenbahn, zweigeschossiger Werksteinbau mit Zwerchhaus im Stil der Neorenaissance |                              |
| Bahnhofstr. 34 Postamt                               | erbaut 1890, dreigeschossiger Werkstein- und Backsteinbau im Stil der Neorenaissance |                              |
| Bismarckstraße                                       | |                              |
| Bismarckstr. 19 Kniestockhaus                        | erbaut um 1900, massives Wohnhaus mit Jugendstilportal (abgerissen?) |                              |
| Brettener Straße                                     | |                              |
| Brettener Str. 2 Alte Post                           | erbaut 1588, dreigeschossiges Wohn- und Geschäftshaus mit zweigeschossigem Giebel zum Marktplatz hin, ehemaliges Gasthaus Zum Ochsen, verbunden mit der Posthalterei |                              |
| Brettener Str. 2a Alte Post                          | erbaut 1515 und 1717, dreigeschossiges Wohnhaus, als Doppelgiebel an Nr. 2 angebaut |                              |
| Brettener Str. 3 Fachwerkhaus                        | erbaut um 1800, zweigeschossiges Wohn- und Geschäftshaus mit Café mit zweigeschossigem Giebel zum Marktplatz hin |                              |
| Brettener Str. 5 Werksteinhaus                       | erbaut 1903, dreigeschossiges Wohn- und Geschäftshaus |                              |
| Brettener Str. 7 Fachwerkhaus                        | Datiert 1573. Dreigeschossiges Wohn- und Geschäftshaus mit zwei Fachwerkstockwerken auf massivem Sockelgeschoss. Der Name des Bauherrn Sigmund Klebsattel ist bei der Datierung in der Erdgeschosswand eingehauen. Beim Neidkopf an der Hausecke zur Metzgergasse befindet sich eine weitere Inschrift, die als Besitzer im Jahr 1660 Stefanus Teifenbacher nennt. | Brettener Straße 7, ca. 1900 |
| Brettener Str. 7a Werksteinhaus                      | erbaut 1910, dreigeschossiges, zu Nr. 7 gehöriges Wohn- und Geschäftshaus im Stil der Neogotik |                              |
| Brettener Str. 8 Fachwerkhaus                        | erbaut 1615, dreigeschossiges Wohn- und Geschäftshaus mit zweigeschossigem vorkragenden Giebel |                              |
| Brettener Str. 10 Fachwerkhaus                       | Dreigeschossiges Wohnhaus mit zweigeschossigem vorkragenden Giebel und bildhauerischem Schmuck. Das Gebäude stammt wohl noch aus dem 16. Jahrhundert, trägt aber an einem der Konsolsteine auf einem von einem geflügelten Wesen gehaltenen Schild neben Initialen die Jahreszahl 1645, die wohl auf einen Besitzerwechsel an jenem Jahr hinweist. |                              |
| Brettener Str. 8/10 Torbogen                         | erbaut 1748 |                              |
| Brettener Str. 11 Zum Adler                          | erbaut um 1800, dreigeschossiges Wohn- und Geschäftshaus mit zweigeschossigem Fachwerkgiebel |                              |
| Brettener Str. 14/16 Modelldoppelhaus                | datiert 1848, traufständiges dreigeschossiges Wohn- und Geschäftshaus im Stil des Klassizismus, ehemals mit mittiger Rundbogendurchfahrt |                              |
| Brettener Str. 20 Modellhaus                         | datiert 1848, dreigeschossiges Wohnhaus im Stil des Klassizismus |                              |
| Brettener Str. 22 Fachwerkhaus                       | erbaut 1645/1707, dreigeschossiges Handwerker- und Wohnhaus mit zweigeschossigem Giebel |                              |
| Brettener Str. 24 Modellhaus                         | erbaut 1849, traufständiges dreigeschossiges Wohn- und Geschäftshaus mit Segmentbogendurchfahrt |                              |
| Brettener Str. 26 Modellhaus                         | erbaut 1848, dreigeschossiges Wohn- und Geschäftshaus |                              |
| Brettener Str. 30 Fachwerkhaus                       | erbaut 1748, zweigeschossiges Handwerker- und Wohnhaus mit zweigeschossigem vorkragenden Giebel (im Erdgeschoss war bis Mitte der Siebziger Jahre eine Schmiede mit offener Feuerstelle untergebracht) |                              |
| Brettener Str. 32 Fachwerkhaus                       | erbaut 1573, dreigeschossiges Wohnhaus mit zweigeschossigem vorkragenden Giebel |                              |
| Brettener Str. 34 Zur Sonne                          | erbaut 1812 von Michel Thomä, zweigeschossiges Modellhaus, genutzt als Hotel, Wirtschaft und Wohnhaus (abgerissen und neu überbaut) Das großherzogliche Bezirksamt Eppingen erteilte erstmals 1883 die Gaststätten-Erlaubnis an Konrad Thomä, Nachfolger: Johannes Thomä (1900), Metzger Gustav Kugler (1925), Wilhelm Wagner (1930), Emma Mayer (1933), Ludwig Zimmermann (1938), Karl Auchter (1942), Hans Vogel (1956), Maria Glesing (1962), Gerhard Hecker (1975 bis zur Schließung 1988) |                              |
| Brettener Str. 32/34 Hoftor                          | gemauerter Rundbogen zwischen Fachwerk- und Modellhaus, ursprünglich Hoftor mit 2 Holztüren, der dahinter liegende Hof wurde von den Häusern 32 und 34 gemeinsam benutzt |                              |
| Brettener Str. 38 Barockes Modellhaus                | datiert 1783, Handwerker- und Bauernwohnhaus mit Rundbogentor |                              |
| Brettener Str. 40 Modellhaus                         | datiert 1830, zweigeschossiges Wohnhaus mit Rundbogendurchfahrt |                              |
| Brettener Str. 42 Modellhaus                         | erbaut 1852, zweigeschossiges Bauernhaus mit Rundbogendurchfahrt |                              |
| Brettener Str. 43 Werksteinhaus                      | erbaut 1887, dreigeschossiges Geschäfts- und Wohnhaus |                              |
| Brettener Str. 44 Modellhaus                         | datiert 1911, zweigeschossiges Wohnhaus mit Segmentbogendurchfahrt |                              |
| Brettener Str. 47 Brunnen                            | Brunnenschacht aus Sandstein aus dem 16. Jahrhundert, mit neuem Überbau |                              |
| Brettener Str. 51 Modellhaus                         | erbaut 1812, zweigeschossiges Geschäfts- und Wohnhaus im Zopfstil mit Rundbogendurchfahrt, ehemals Gasthaus Zum Engel |                              |
| Brettener Str. 57 Amtshaus                           | erbaut 1781/84 als Villa des Stadtschultheißen Konrad Erckenbrecht und als erstes Haus vor dem Vorstädter Tor. Zweigeschossiges Büro- und Wohngebäude mit vasenbekröntem Rundbogentor, Terrasse mit Werksteinbrüstung, kam vom Erbauer in den Besitz des Pfarrers Ziegler und von diesem 1814 an die Stadt Eppingen, die es dem Bezirksamt Eppingen zur Verfügung stellte. Heute genutzt als Polizeirevier.                                                                                    |                              |
| Brettener Str. 60 Modellhaus                         | erbaut 1822, zweigeschossiges Wohnhaus mit Rundbogendurchfahrt |                              |
| Brettener Str. 62 Modellhaus                         | erbaut 1838, zweigeschossiges Wohnhaus mit Rundbogentor |                              |
| Brettener Str. 64 Städtisches Krankenhaus            | erbaut 1894/95, dreiflügeliger Werksteinbau mit Walmdach und Glockentürmchen |                              |
| Brettener Str. 79 Modellhaus                         | erbaut 1849, zweigeschossiges Bauernhaus mit Segmentbogendurchfahrt, Beginn einer bis zum Stadtrand reichenden, zusammengebauten Häuserreihe |                              |
| Brettener Str. 81 Modellhaus                         | erbaut 1864, zweigeschossiges Bauernhaus mit Segmentbogendurchfahrt |                              |
| Brettener Str. 83 Modellhaus                         | erbaut um 1874, zweigeschossiges Bauernhaus mit Segmentbogendurchfahrt |                              |
| Brettener Str. 85 Modellhaus                         | erbaut 1900, zweigeschossiges Bauernhaus mit Durchfahrtstor |                              |
| Brettener Str. 87 Modellhaus                         | erbaut 1850, zweigeschossiges Bauernhaus mit Rundbogendurchfahrt | Brettener Str. 87 und 89     |
| Brettener Str. 89 Modellhaus                         | erbaut 1850, zweigeschossiges Bauernhaus mit Rundbogendurchfahrt (alte Hausnummer: 87a) |                              |
| Brettener Str. 91 Modellhaus                         | erbaut 1898, zweigeschossiges Bauernhaus mit Segmentbogendurchfahrt (alte Hausnummer: 89) |                              |
| Eichgasse                                            | |                              |
| Eichgasse 4 Fachwerkhaus                             | datiert 1807, Handwerkerwohnhaus mit zweigeschossigem Giebel nach Norden und Fachwerk-Werkstattanbau nach Süden |                              |
| Färbergasse                                          | |                              |
| Färbergasse 2 Fachwerkhaus                           | zweigeschossiges verputztes Wohnhaus mit zweigeschossigem Giebel, vorspringender Nordgiebel mit Altane, letztes Färberhaus in Eppingen |                              |
| Färbergasse 4a Fachwerkscheune                       | massives Gebäude mit zweigeschossigem Fachwerkgiebel nach Süden (abgerissen?) |                              |
| Fleischgasse                                         | |                              |
| Fleischgasse 2 Alte Universität                      | Bauholz datiert auf 1495, Bauinschrift datiert 1749, dreigeschossiges Gebäude mit zweigeschossigem Giebel, alemannisches Fachwerk, stadtbildprägend für die gesamte Altstadt. 1564/1565 Ausweichquartier der Universität Heidelberg, heute Museum. |                              |
| Fleischgasse 5 Fachwerkhaus                          | erbaut im 17. Jahrhundert, zweigeschossiges Wohnhaus mit zweigeschossigem Giebel |                              |
| Fleischgasse 9 Fachwerkhaus                          | erbaut im 17./20. Jahrhundert, Fachwerkaufbau von 1962 auf massivem alten zweigeschossigen Unterbau |                              |
| Gerbergasse                                          | |                              |
| Gerbergasse 3 Fachwerkhaus                           | erbaut im 17. Jahrhundert, durch ein Vollwalmdach entstandener Zusammenschluss mehrerer Einzelbauten, Reste der Stadtmauer aus dem 12./13. Jahrhundert in der nördlichen Sockelwand |                              |
| Hardtwald                                            | |                              |
| Hardtwald 1 Ottilienbergkapelle                      | datiert 1473, Ruine einer gotischen Wallfahrtskapelle, 1954 in vereinfachten Formen wiederaufgebaut |                              |
| Heilbronner Straße                                   | |                              |
| Heilbronner Str. 2 Villa Elsa                        | datiert 1903, massiver zweigeschossiger Bau im Stil der Neogotik mit Loggia und Treppenturm. Der Garten wurde einst von dem Treppengeländer der alten Volksschule von 1881 eingezäunt. |                              |
| Hermann-Hesse-Straße                                 | |                              |
| Hermann-Hesse-Str. 9 Wohnhaus                        | erbaut 1928 im Gartenstadtstil, eingeschossiges Gebäude mit Mansarddach |                              |
| Hindenburgstraße                                     | |                              |
| Hindenburgstr. 1 Wohnhaus                            | erbaut vom Gewerbeverein 1926 im Gartenstadtstil, zweigeschossiges Gebäude mit Walmdach |                              |
| Hungerberg                                           | |                              |
| Hungerberg 2 Grabendurchlass                         | Feldsteingewölbe unter dem Feldweg zum Knebelseck am Waldrand |                              |
| Kaiserstraße                                         | |                              |
| Kaiserstr. 1 Ehem. Amtsgericht                       | erbaut 1873, zweigeschossiger Werksteinbau mit Vollwalmdach |                              |
| Kaiserstr. 2 Ehemalige Höhere Bürgerschule, Eppingen | erbaut 1867/69, dreigeschossiger Werksteinbau mit Vollwalmdach, beherbergte von 1945 bis 1972 das Gymnasium, heute Kraichgau-Sonderschule |                              |
| Kaiserstr. 3 Ev. Pfarrhaus                           | zweigeschossiger Werksteinbau mit Walmdach |                              |
| Kaiserstr. 4 Alte Volksschule                        | erbaut 1881, dreigeschossiger Werksteinbau mit Walmdach |                              |
| Kaiserstr. 10 Ev. Stadtkirche                        | erbaut 1876/79 nach Plänen von Ludwig Diemer als Ersatz für die Altstädter Kirche, dreischiffiger neuromanischer Werksteinbau auf dem Grundriss des lateinischen Kreuzes mit 5/8-Chorschluss und quadratischem Westturm |                              |
| Kaiserstr. 11 Modellhaus                             | erbaut 1873, zweigeschossiges bürgerliches Wohnhaus mit Segmentbogendurchfahrt |                              |
| Kaiserstr. 12 Altes Forstamt                         | erbaut 1886, zweigeschossiger Werksteinbau mit Walmdach, später als Villa E. Zorn bekannt. Im Garten soll sich ein ebenfalls als Kulturdenkmal ausgewiesener Steintisch vermutlich mittelalterlichen Ursprungs aus der alten Altstädter Kirche befinden |                              |
| Kaiserstr. 13 Modellhaus                             | erbaut 1871, zweigeschossiges bürgerliches Wohnhaus mit Segmentbogendurchfahrt |                              |
| Kettengasse                                          | |                              |
| Kettengasse 2 Fachwerkhaus                           | erbaut im 18. Jahrhundert, zweigeschossiges Gebäude mit glattem zweigeschossigem Giebel |                              |
| Kettengasse 5 Fachwerkhaus                           | Datiert 1772, zweigeschossiges Gebäude mit dreigeschossigem Giebel und steilem Mansarddach, fränkisches Barockfachwerk auf massivem Sockelgeschoss, mit verzierten Eckpilastern und Fenstergewänden. Die Eckpilaster weisen an den Kapitellen drei Neidköpfe in Form schlitzäugiger, bartloser und kahlköpfiger Männerköpfe auf. |                              |
| Kettengasse 6 Fachwerkhaus                           | datiert 1640(?), dreigeschossiges Gebäude mit dreigeschossigem Giebel, mit verzierten Fenster- und Türgewänden, fränkisches Fachwerk |                              |
| Kettengasse 9 Schwarzles Haus                        | Am Rundbogenportal des Kellerabgangs datiert 1488. Dreigeschossiges Wohnstallhaus mit dreigeschossigem Giebel, an der einstigen Stalltür im Türsturz mit Inschrift Johann Philipp Dieffenbacher, Neidkopf und Jahreszahl 1748. Eckhaus zur Zunftgasse an der Drei-Stil-Ecke. |                              |
| Kettengasse 22 Wohnstallhaus                         | erbaut im 15./16. Jahrhundert, zweigeschossiges Massivhaus mit zweigeschossigem Fachwerkgiebel |                              |
| Kettengasse 32 Badhäusle                             | erbaut im 19. Jahrhundert, rechteckiger Putzbau mit Satteldach, ehemalige Mikwe der jüdischen Gemeinde Eppingen (abgerissen?) |                              |
| Kettengasse 32a Stadtmauer                           | Teile der Stadtmauer als Bruchstein-Gartenmauer in den 1960er Jahren wieder aufgemauert |                              |
| Kettengasse 32b Stadtmauer                           | Teile der Stadtmauer als Bruchstein-Gartenmauer im 19. Jahrhundert wieder aufgemauert |                              |
| Kettengasse 36 Stadtmauer                            | ein etwa 3 × 3 Meter großes Teil der Stadtmauer aus dem 12./13. Jahrhundert westlich des Scheunentors erhalten |                              |
| Kirchgasse                                           | |                              |
| Kirchgasse 1 Pfeifferturm                            | erbaut im frühen 13. Jahrhundert, quadratischer Buckelquaderturm mit einer Höhe von 21,85 Metern zuzüglich etwa 9 Metern Dachaufbau aus dem 18. Jahrhundert. Ehemaliges Stadtgefängnis. |                              |
| Kirchgasse 2 Wappenstein                             | an der Ostseite eines Gebäudes aus dem späten 19. Jahrhundert mit Datierung 1564 des Vorgängergebäudes |                              |
| Kirchgasse 2a Magazingebäude                         | erbaut 1825, zweigeschossiges Fachwerkgebäude | Nr. 2a und 2b                |
| Kirchgasse 2b Magazingebäude                         | erbaut 1753, zweigeschossiges Fachwerkgebäude |                              |
| Kirchgasse 4 Fachwerkhaus                            | erbaut im 18. Jahrhundert, dreigeschossiges Gebäude mit massivem Erdgeschoss |                              |
| Kirchgasse 12 Pfarrkirche Unsere Liebe Frau          | ursprüngliche Kirche der Stadt, älteste Baubefunde aus dem 12. Jahrhundert, älteste Bauinschrift 1435, mit spätgotischem Vorbau, 1974 um modernes Querhaus ergänzt. Mit großflächig erhaltenen Fresken aus der Zeit um 1300 im Turmchor. |                              |
| Kirchgasse 13 Fachwerkhaus                           | erbaut im 15. Jahrhundert, dreigeschossiges Eckhaus mit dreigeschossigem Giebel |                              |
| Kirchgasse 14 Fachwerkhaus                           | erbaut im 18. Jahrhundert, zweigeschossiges Gebäude mit zweigeschossigem Giebel, einst auch als Schule und Zigarrenfabrik genutzt |                              |
| Kirchgasse 16 Katharinenkapelle                      | erbaut im 15. Jahrhundert, Fachwerkgebäude auf hohem Steinsockel mit zwei Giebelgeschossen, die zur Stadtkirche gewandte Gebäudeseite ist mit dem Eppinger Totentanz bemalt |                              |
| Kirchgasse 17 Fachwerkhaus                           | erbaut im 17./18. Jahrhundert, dreigeschossiges Geschäfts- und Wohnhaus mit massivem Erdgeschoss und zwei Dachgeschossen, stadtbildprägendes Eckhaus zum Linsenviertel |                              |
| Kirchgasse 18a Kellerfenster                         | profiliertes Werksteinfenster in ehemaligem Scheunensockel |                              |
| Kirchgasse 19 Fachwerkhaus                           | erbaut im 16. Jahrhundert, dreigeschossiges Wohnhaus in stadtbildprägender Lage, nach Kriegsschäden in veränderten Formen wiederaufgebaut |                              |
| Kirchgasse 21 Fachwerkhaus                           | erbaut im 15. Jahrhundert, dreigeschossiges Wohnhaus, nach Kriegsschäden in veränderten Formen wiederaufgebaut |                              |
| Kirchgasse 22 Schwebegiebelhaus                      | erbaut um 1500, dreigeschossiges Wohnhaus mit dreigeschossigem vorkragenden Giebel, nach Kriegsschäden in veränderten Formen wiederaufgebaut |                              |
| Kirchgasse 25 Leiningensches Schlössle               | erbaut im 16. Jahrhundert, dreigeschossiges Wohnhaus mit zweigeschossigem Giebel, mit Durchfahrt im Erdgeschoss, straßenbildprägend |                              |
| Kirchgasse 28 Massivhaus                             | erbaut um 1900, ehemaliges Mittelstallhaus und letztes erhaltenes Bauwerk dieses Typs in Eppingen, zum Wohnhaus umgebaut |                              |
| Kirchgasse 29 Fachwerkhaus                           | erbaut 1685, dreigeschossiges Wohnhaus mit zweigeschossigem Giebel |                              |
| Kirchgasse 30 Fachwerkhaus                           | zweigeschossiges Wohnhaus mit zweigeschossigem Giebel |                              |
| Kirchgasse 31 Baumannsches Haus                      | Datiert 1582, dreigeschossiges Patrizierwohnhaus mit massivem Erdgeschoss und vorkragendem dreigeschossigen Giebel, schmuckvolles fränkisches Fachwerk, mit einer Löwenfratze an der Ecke des steinernen Sockelgeschosses zur Altstadtstraße und einem Neidkopf am darüber befindlichen Eckständer sowie weiteren Fratzen im Fenstersturz im ersten Geschoss. |                              |
| Kirchgasse 32 Fachwerkhaus                           | erbaut 1695, zweigeschossiges Wohnhaus mit zweigeschossigem Giebel und abgeknicktem Scheunenteil |                              |
| Kleingartacher Landstraße                            | |                              |
| Kleingartacher Landstr. 2 Weinberghäuschen           | datiert 1787, quadratisches Bauwerk mit Werksteinpilatstern und Zeltdach |                              |
| Küfergasse                                           | |                              |
| Küfergasse 2 Alte Synagoge                           | datiert 1731, dreigeschossiges Fachwerkgebäude mit massivem Erd- und Untergeschoss, Mikwe im Keller, barockem Türgewände und großem Hochzeitsstein. Bis zum Bau der neuen Synagoge 1873 als Gotteshaus genutzt, danach Wohnhaus in Privatbesitz |                              |
| Leiergasse                                           | |                              |
| Leiergasse 1 Fachwerkhaus                            | ehemalige Scheune, zum Geschäftshaus umgebaut (abgerissen?) |                              |
| Leiergasse 1a–c Stadtmauer                           | erbaut im 16. Jahrhundert, letzter frei sichtbarer Mauerzug der Vorstadt |                              |
| Leiergasse 5 Fachwerkhaus                            | erbaut im 17. Jahrhundert, dreigeschossiges Wohnhaus mit zweigeschossigem Giebel, Überbauung der Stadtmauer |                              |
| Leiergasse 7 Fachwerkhaus                            | erbaut im 18. Jahrhundert, zweigeschossiges Wohnhaus mit zweigeschossigem Giebel |                              |
| Leiergasse 7a Fachwerkscheune                        | erbaut im 18. Jahrhundert, hohes massives Gebäude mit zweigeschossigem Fachwerkgiebel |                              |
| Leiergasse 8 Fachwerkhaus                            | erbaut im 17. Jahrhundert, zweigeschossiges Wohnhaus mit massivem Erdgeschoss und zweigeschossigem Giebel |                              |
| Leiergasse 9 Fachwerkhaus                            | erbaut im 16. Jahrhundert, zweigeschossiges Wohnhaus mit massivem Erdgeschoss und vorkragendem dreigeschossigem Giebel |                              |
| Leiergasse 15 Fachwerkhaus                           | erbaut im 17. Jahrhundert, zweigeschossiges Wohnhaus mit massivem Erdgeschoss und zweigeschossigem Giebel |                              |
| Leiergasse 15a Fachwerkhaus                          | erbaut im 17. Jahrhundert, angebaut an Nr. 15 |                              |
| Leiergasse 19 Fachwerkhaus                           | erbaut 1755, zweigeschossiges Wohnhaus mit massivem Erdgeschoss und zweigeschossigem Giebel, Überbauung der Stadtmauer |                              |
| Leiergasse 19a Fachwerkscheune                       | erbaut 1755, zweigeschossiges Gebäude mit massivem Erdgeschoss und zweigeschossigem Giebel, Überbauung der Stadtmauer |                              |
| Leiergasse 22 Fachwerkscheune                        | erbaut 1706, zweigeschossiges Gebäude mit massivem Erdgeschoss und zweigeschossigem Giebel |                              |
| Leiergasse 23a–d Stadtmauer                          | Reste der Stadtmauer in vier Gärten |                              |
| Leiergasse 24 Magazingebäude                         | erbaut im 19. Jahrhundert, Hinterhaus von Brettener Str. 43, dreigeschossiges Gebäude mit zweigeschossigem Giebel, stadtbildprägend |                              |
| Leiergasse 25 Stadtmauer                             | Reste der Stadtmauer in fünf Gärten |                              |
| Leiergasse 26 Fachwerkhaus                           | erbaut im 17. Jahrhundert, zweigeschossiges Wohnhaus mit zweigeschossigem Giebel (abgerissen?) |                              |
| Linsenviertel                                        | |                              |
| Linsenviertel 3 Altes Spital                         | erbaut im 18. Jahrhundert, dreigeschossiges Wohnhaus mit zwei massiven Geschossen und zweigeschossigem Giebel, ehemaliges Armenhaus |                              |
| Linsenviertel 17 Fachwerkhaus                        | erbaut im 18. Jahrhundert, dreigeschossiges Wohnhaus mit vorkragendem zweigeschossigem Giebel |                              |
| Linsenviertel 19 Fachwerkhaus                        | erbaut im 18. Jahrhundert, dreigeschossiges Wohnhaus mit massivem Erdgeschoss und zweigeschossigem Giebel |                              |
| Lohgasse                                             | |                              |
| Lohgasse 10 Schweinestall                            | erbaut zur Badgasse hin 1805, mit vier Türen und zwei Trögen, einziges erhaltenes mit Sandsteinplatten flachgedecktes Gebäude der Umgebung |                              |
| Lohgasse 12 Fachwerkhaus                             | erbaut 1803, Scheune mit Wohnteil, verputztes zweigeschossiges Gebäude mit dreigeschossigem Giebel und Stadtmauerrest |                              |
| Ludwig-Zorn-Straße                                   | |                              |
| Ludwig-Zorn-Str. 2 Sudhaustüre                       | ehemalige Kirchentüre von 1806 des Nordschiffs der Altstädter Kirche an der Ostseite des Palmbräu-Sudhauses |                              |
| Ludwig-Zorn-Str. 4 Villa R. Zorn                     | erbaut 1914, zweigeschossiges Jugendstilgebäude mit halbgewalmten Mansarddach, Balkon und Erker, Palmbräu-Direktorenvilla |                              |
| Ludwig-Zorn-Str. 6 Alte Sparkasse                    | erbaut 1875, zweigeschossiges Wohn- und Geschäftshaus, Putzbau im Stil des Klassizismus |                              |
| Ludwig-Zorn-Str. 9 Ehemaliges Katholisches Pfarrhaus | erbaut 1874, zweigeschossiges Werksteingebäude mit Hoftor. Die Denkmalliste von 1985 nennt noch ein Marienstandbild um 1800 beim Gebäude. |                              |
| Ludwig-Zorn-Str. 14 Altes Notariat                   | erbaut 1908, Wohnhaus mit Walmdach, Mittelrisalit und säulengetragener Terrasse über dem Eingang |                              |
| Ludwig-Zorn-Str. 16 Alte Gewerbeschule               | erbaut 1909/10, zweigeschossiges Gebäude mit mehrfach gegliederter Fassade und zwei Zwerchhäusern nach Süden, bedeckt von einem Walmdach, Erdgeschoss aus Sandstein, Obergeschoss aus Ziegeln |                              |
| Marktplatz                                           | |                              |
| Marktplatz 1 Rathaus                                 | erbaut 1823/24 nach Plänen von Karl August Schwarz im Stil des Klassizismus als dreigeschossiger Massivbau, alte Adresse: Brettener Str. 1 |                              |
| Marktplatz 1a Mauerzug                               | mittelalterliche Bruchsteinmauer im Westen des Rathaushofs |                              |
| Metzgergasse                                         | |                              |
| Metzgergasse 1 Fachwerkhaus                          | erbaut 1601, dreigeschossiges Handwerker- und Wohnhaus mit massivem Erdgeschoss, vorkragendem Fachwerkaufbau und Haustüre aus der Zeit des Biedermeier, ehemalige Judenschule |                              |
| Metzgergasse 3 Fachwerkscheune                       | erbaut im 17. Jahrhundert, zweigeschossiges Bauwerk mit massivem Sockelgeschoss |                              |
| Metzgergasse 6 Werksteintürrahmen                    | am Adler-Schlachthaus, Überrest eines Vorgängerbauwerks aus dem 18. Jahrhundert |                              |
| Metzgergasse 7a Fachwerkhaus                         | erbaut 1715, zweigeschossiges Gebäude mit massivem Erdgeschoss und zweigeschossigem Giebel |                              |
| Metzgergasse 8 Scheune                               | zweigeschossiges Gebäude mit massivem Erdgeschoss und zweigeschossigem Giebel |                              |
| Mühlweg                                              | |                              |
| Mühlweg 9 Untere Mühle                               | datiert 1795, zweigeschossiges massives Mehrfamilienhaus mit Walmdach, erbaut als städtische Mühle am Zusammenfluss von Hilsbach und Elsenz |                              |
| Oldenburger Hohl                                     | |                              |
| Oldenburger Hohl 1 Schutzhütte                       | datiert 1870, eingeschossiges rechteckiges Sandsteingebäude |                              |
| Ölgasse                                              | |                              |
| Ölgasse 2 Fachwerkscheune                            | erbaut im 17. Jahrhundert, dreigeschossiges Gebäude, zum Wohn- und Geschäftshaus umgebaut |                              |
| Rappenauer Straße                                    | |                              |
| Rappenauer Str. 1 Café                               | datiert 1779, zweigeschossiges Gebäude mit massivem Erdgeschoss und zweigeschossigem Giebel, auf Stadtmauer gebautes Nachbargebäude des Rathauses am Marktplatz |                              |
| Rappenauer Str. 4 Jugendstilhaus                     | erbaut 1900, dreigeschossiges Gebäude in Vormauerziegelwerk mit Sandsteingliederung (alte Hausnummer: 2) |                              |
| Rappenauer Str. 8a Modellhaus                        | erbaut 1793, zweigeschossiges Bauernhaus mit Rundbogendurchfahrt |                              |
| Rappenauer Str. 10 Zur Palme                         | erbaut 1797, zweigeschossiges Bauernhaus mit Rundbogendurchfahrt, Stammhaus der Brauerei Palmbräu |                              |
| Rappenauer Str. 12 Modellhaus                        | erbaut 1802, zweigeschossiges Bauernhaus mit Rundbogendurchfahrt |                              |
| Rappenauer Str. 15 Fachwerkscheune                   | erbaut 1822, zweigeschossiges Gebäude mit massivem Erdgeschoss, Rundbogeneinfahrt und zweigeschossigem Giebel |                              |
| Rappenauer Str. 20 Fachwerk-Modellhaus               | erbaut 1775, zweigeschossiges Wohnhaus mit massivem Erdgeschoss und Durchfahrtstor |                              |
| Rappenauer Str. 22 Fachwerk-Modellhaus               | datiert 1830, zweigeschossiges Wohnhaus mit massivem Erdgeschoss und Rundbogendurchfahrt |                              |
| Rappenauer Str. 35 Villa Greif                       | erbaut 1880, zweigeschossiges massives Wohnhaus mit Krüppelwalmdach, einst von parkartigem Garten umgeben |                              |
| Rappenauer Str. 42 Modellhaus                        | erbaut 1873, zweigeschossiges Bauernhaus mit Segmentbogendurchfahrt, einziges Bauernhaus mit Werksteinfassade in Eppingen |                              |
| Rappenauer Str. 43 Modellhaus                        | datiert 1798, zweigeschossiges Gebäude mit Segmentbogendurchfahrt, geschnitzte Biedermeier-Haustüre |                              |
| Rappenauer Str. 45 Modellhaus                        | datiert 1798, Bauernhaus mit massivem Erdgeschoss und Rundbogendurchfahrt, mit Inschriftentafel |                              |
| St.-Peters-Gasse                                     | |                              |
| St.-Peters-Gasse 1 Fachwerkhaus                      | erbaut im 16. Jahrhundert, dreigeschossiges Wohn- und Geschäftshaus mit zweigeschossigem Giebel |                              |
| St.-Peters-Gasse 2 Fachwerkhaus                      | erbaut im 17. Jahrhundert, dreigeschossiges Wohnhaus mit zweigeschossigem Giebel | Nr. 2 und 2a                 |
| St.-Peters-Gasse 2a Fachwerkhaus                     | erbaut im 17. Jahrhundert, dreigeschossiges Gebäude mit zweigeschossigem Giebel, ursprünglich Scheune, 1982 zu Wohngebäude umgebaut |                              |
| St.-Peters-Gasse 3 Fachwerkhaus                      | erbaut 1552, dreigeschossiges Gebäude mit Werkstattanbau und zweigeschossigem Giebel |                              |
| St.-Peters-Gasse 4 Fachwerkhaus                      | erbaut im 17. Jahrhundert, zweigeschossiges Wohnstallhaus mit massivem Erdgeschoss, Korbbogendurchfahrt und zweigeschossigem Giebel |                              |
| St.-Peters-Gasse 5 Fachwerkhaus                      | erbaut im 16. Jahrhundert, viergeschossiges Wohnhaus mit zwei massiven Sockelgeschossen und eingeschossigem Giebel | Nr. 5 und 5a                 |
| St.-Peters-Gasse 5a Fachwerkhaus                     | Doppelhaushälfte zu Nr. 5 |                              |
| St.-Peters-Gasse 6 Fachwerkhaus                      | erbaut 1572, dreigeschossiges Handwerker- und Wohnhaus mit zweigeschossigem vorkragenden Giebel, fränkisches Fachwerk, mit Stuckdecken aus der Zeit des Rokoko im 1. und 2. Obergeschoss |                              |
| St.-Peters-Gasse 8 Fachwerkhaus                      | datiert 1518 und 1588, dreigeschossiges Gemeinschaftswohnhaus mit massivem Erdgeschoss und zweigeschossigem Giebel sowie Schuppenvorbau mit weiterem Fachwerkgiebel |                              |
| Steingasse                                           | |                              |
| Steingasse 1 Fachwerkgiebel                          | an massiver Scheune (abgerissen?) |                              |
| Steingasse 4 Frankeburg                              | erbaut im 15. Jahrhundert, zweigeschossiges Wohnstallhaus mit zweigeschossigem Giebel, alemannisches Fachwerk (abgerissen?) |                              |
| Sulzfelder Weg                                       | |                              |
| Sulzfelder Weg 20 Steinbrücke                        | ehemals größte Feldwegbrücke im Kraichgau, Sandsteingewölbe mit abgerundeter beidseitiger Quaderbrüstung, inzwischen abgerissen |                              |
| Sulzfelder Weg 40 Raußmühle                          | erstmals erwähnt 1334, freistehender Dreiseithof, zweigeschossiges teils in Fachwerk gearbeitetes Wohnhaus mit zweigeschossigem Giebel datiert 1765 |                              |
| Waldstraße                                           | |                              |
| Waldstr. 2 Alter Friedhof                            | Teile der Friedhofsmauer stammen aus dem 16. Jahrhundert, ein Inschriftenstein datiert die Mauer auf 1586. Auf dem Friedhof befinden sich zahlreiche orts- oder kunstgeschichtlich bedeutsame Grabdenkmäler. |                              |
| Waldstr. 2 Gerätehäuschen                            | erbaut auf dem Friedhofsgelände um 1900, mit Zeltdach |                              |
| Weinbrennerstraße                                    | |                              |
| Weinbrennerstraße Israelitischer Friedhof            | angelegt 1818/19, ummauert, mit zahlreichen historischen Grabdenkmalen |                              |
| Wilhelmstraße                                        | |                              |
| Wilhelmstraße 18 Feuerwehrhaus                       | erbaut 1859 als Amtsgefängnis, dreigeschossiger Werksteinbau mit Walmdach und backsteingewölbten Innenräumen, heute auf mehreren Seiten von modernen Anbauten umgeben |                              |
| Zunfthausgasse                                       | |                              |
| Zunfthausgasse 1 Fachwerkhaus                        | erbaut 1712, eingeschossiges Wohnhaus auf hohem Kellersockel mit zweigeschossigem Giebel, Türen mit Zopfstil-Schnitzereien, Eckpfosten mit Inschrift und Wappen |                              |
| Zunfthausgasse 2 Ratsschänke                         | älteste Bauinschrift von 1388, zweigeschossiges Fachwerk-Wohnhaus mit Walmdach, im älteren vorderen Teil teils mit Bohlenwänden, im hinteren Teil von 1483 mit geschosshohen Andreaskreuzen |                              |
| Zunfthausgasse 4 Gemeinschaftsscheune                | erbaut im 16. Jahrhundert, zweigeschossiges Fachwerkgebäude mit zweigeschossigem Giebel |                              |
| Zunfthausgasse 7 Stadtmauer                          | Teil der Stadtmauer aus dem 12./13. Jahrhundert unter der Südseite eines zweigeschossigen Wohnhauses |                              |
| Zunfthausgasse 7a Stadtmauer                         | Teil der Stadtmauer aus dem 12./13. Jahrhundert unter dem Südgiebel einer zweigeschossigen Fachwerkscheune, mit Christusfigur im Fundament |                              |